# NGC 1779
NGC 1779 ist eine linsenförmige Galaxie vom Hubble-Typ SB0/a im Sternbild Eridanus am Südsternhimmel. Sie ist schätzungsweise 141 Millionen Lichtjahre von der Milchstraße entfernt und hat einen Durchmesser von etwa 115.000 Lichtjahren. Die Galaxie gilt als Mitglied der NGC 1752-Gruppe (LGG 126).

Im selben Himmelsareal befinden sich unter anderem die Galaxien IC 401 und IC 402.
Das Objekt wurde am 30. Januar 1786 von Wilhelm Herschel entdeckt.